# Putney (Vermont)
Putney – miasto w Stanach Zjednoczonych, w stanie Vermont, w hrabstwie Windham.